# Terezie Masaryková

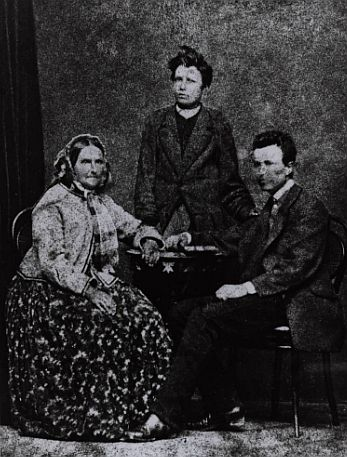
Terezie Masaryková se syny Tomášem a Ludvíkem (stojící).

Terezie Masaryková, rozená Kropáčková, (4. srpna 1813 Hustopeče – 22. dubna 1887 Hustopeče) byla matka prvního československého prezidenta Tomáše Garrigue Masaryka. Živila se jako panská kuchařka v Hodoníně. Jejím manželem byl od roku 1849 panský kočí Josef Masaryk.

## Život
Terezie Kropáčková se narodila 4. srpna 1813 v Hustopečích. Pocházela z dobře situované měšťanské česko-německé rodiny. Její otec Josef Kropáček, rodák z Prostějova, vyučený řezník, provozoval v Hustopečích hostinskou živnost; v roce 1811 se oženil s Kateřinou Ruprichovou, dcerou místního učitele, varhaníka a kapelníka městské hudby, a měl s ní jedenáct dětí (Terezie se narodila jako v pořadí druhá). Její syn Tomáš Masaryk studoval v letech 1861–63 na nižší německé reálce v Hustopečích, přičemž bydlel u své tety, matčiny sestry Veroniky Kosové, a jejího manžela Františka Kosa.

## Rodina
Ve dvaceti letech měla prvního nemanželského potomka, který zemřel po čtyřech měsících. Byla praktikující katoličkou a v tomto vyznání vychovávala i své děti. T. G. Masaryk ve svých vzpomínkách uvádí, že byl po matce silně pobožný. Kočího Josefa Masaryka potkala a zamilovala se do něj, když pracovala jako služebná. Sňatek Terezie Kropáčkové s Josefem Masarykem byl uzavřen dne 15. srpna 1849 v Hodoníně. Měli spolu pět dětí: Tomáše, Jana, Martina, Ludvíka a dceru Františku.

## Smrt
V roce 1884 se Masarykovi po Josefově odchodu na odpočinek odstěhovali do Hustopečí. Zpočátku zde bydleli v nájemním bytě, poté u svého syna Ludvíka. 22. dubna 1887 Terezie Masaryková zemřela na mrtvici a byla pochována na hustopečském městském hřbitově.

## Národnost
Kořeny její rodiny sahaly do Prostějova, později se rodina odstěhovala do Hustopečí. Národnost Masarykové byla předmětem sporů nacionalistů. Tomáš G. Masaryk ve svém prvním životopise z roku 1875 napsal, že „matka je Němka“. Přesto během první světové války uvedl, že „rodem jsem čistý Slovák, bez maďarské či německé příměsi. Matka hovořila lépe německy než česky“.
Její snahou bylo, aby se její děti dostaly na společenském žebříčku co možná nejvýše. Především její zásluhou se nejstarší Tomáš dostal na školy.

## Spekulace
Ohledně otcovství syna Tomáše, který se narodil necelých 7 měsíců po svatbě, existuje řada spekulací. Dle jedné hypotézy byl Tomáš židovského původu a jeho biologickým otcem byl někdo z rodiny Redlichů; tato informace kolovala i v místní židovské komunitě. Dle jiné hypotézy byl nemanželským synem císaře Františka Josefa I. Ani jedna z těchto spekulací však není doložena přesvědčivými důkazy.